# Salah El-Ouadie
Salah ed-Dine El-Ouadie (en arabe : صلاح الدين الوديع Salah ed-Diin el-Wadii) est un poète marocain et militant des droits humains. Il est le président et fondateur de Damir.

## Études
Il est né en août 1952 à Salé,. 
Salah El Ouadie s'est engagé très jeune dans le mouvement du 23-Mars, un groupe clandestin d'extrême gauche, ce qui lui vaut d'être emprisonné en 1974 et condamné, en 1977, à vingt-deux ans de prison. Salah El-Ouadie est libéré en 1984, il s’investit sur le terrain associatif et figure parmi les fondateurs de l'OMDH (Organisation marocaine des droits de l'homme) en 1988 et du Forum Vérité et justice en 1999.
Titulaire d’une licence en philosophie de la Faculté des lettres de Rabat en 1982 et d’un diplôme d’études approfondies en sciences politiques (Montpellier) , Salah El-Ouadie est professeur à l’Institut des hautes études de management de Casablanca depuis 1996.
En 1985, il publie ses premiers poèmes de prison. Avec d'autres anciens prisonniers politiques, il a créé le Forum pour la liberté et la justice, qui se propose de faire la lumière sur les années de plomb. Il est l’auteur de Al Ariss (le marié, 1998), premier ouvrage paru au Maroc à traiter de la condition carcérale des détenus politiques. Il a publié plusieurs recueils et poèmes et a animé l’émission Moment de poésie sur la chaîne de télévision 2M.
Salah El Ouadie fait partie d’une famille de militants. Son père, Al Assafi était adhérent à l’UNFP dans la lignée de Abderrahim Bouabid, et a été incarcéré en 1973. Touria Sekkat, sa mère, était également militante à l’UNFP. Aziz El Ouadie, son frère a été incarcéré avant lui. Poètes de père en fils, les membres de la famille El Ouadie ont toujours défendu des idéaux. Marié à Fatna Bouih (alias Rachid) dans un premier mariage, ancienne détenue politique.

## Droits humains
Membre de la Commission Équité et Réconciliation et ancien détenu de la prison de Derb Mulay Sherif, Salah El Ouadie a identifié Qadour El Youssfi, un membre de la délégation marocaine qui a affirmé devant l'ONU à Genève qu'il n'y avait pas de torture au Maroc  — en tant que principal tortionnaire et responsable de la prison de Derb Mulay Sherif lorsque el-Ouadie s'y trouvait,. Conformément à la politique officielle de la Commission Équité et Réconciliation consistant à s'occuper des souffrances des victimes sans nuire aux agresseurs, el-Ouadie n'a pas révélé publiquement le nom du fonctionnaire, bien qu'il s'en soit adressé à lui dans une célèbre lettre ouverte, Lettre ouverte à mon tortionnaire.

## Carrière
En 1997, il est engagé comme professeur à l'Ecole Supérieure de Gestion et d'Entreprenariat de Casablanca. Il n'a pas cessé son activité littéraire, et a commencé à organiser et à présenter le programme Moment of Poetry (لحظة شعر Lahdhat Shi3r) sur la chaîne de télévision 2M de 2000 à 2002.
Il est resté un membre actif de la société civile, à travers son travail au sein d'associations et d'ONG telles que l' Organisation marocaine des droits de l'homme, qu'il a cofondée en 1988, ainsi que le Forum marocain pour la vérité et la justice. Il a également reçu un honneur du roi Mohammed VI au nom de feue sa sœur, la juge et militante des droits humains Assia el Ouadie. Il était membre du bureau du Parti authenticité et modernité (PAM) et membre de la direction du Mouvement de tous les démocrates au sein desquels siège Fouad Ali El Himma.Il va produire ses distances par rapport à ce parti quelques années plus tard.
Il est membre de la HACA (Haute autorité de la Communication audiovisuelle) au Maroc.

## Travaux
(septembre 2021).
- La blessure de la poitrine nue جراح الصدر العاري 1985
- Il y a encore quelque chose dans le cœur qui mérite attention مازال في القلب شيء يستحق الانتباه 1988
- Le Marié العريس un roman 1998 [3]
- Lettre ouverte à mon tortionnaire (1999)